# Haus Villigst

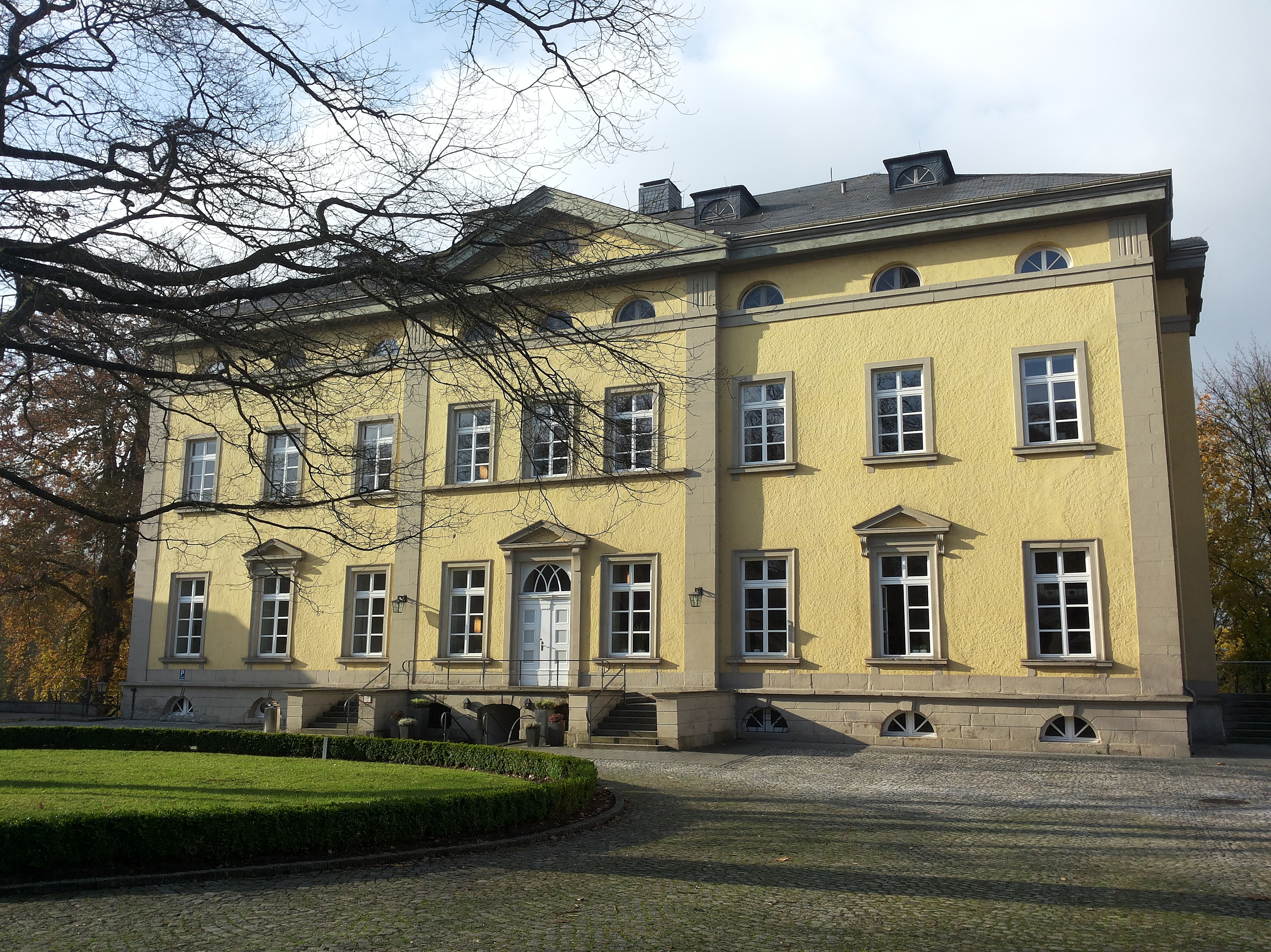
Haus Villigst, Haupthaus

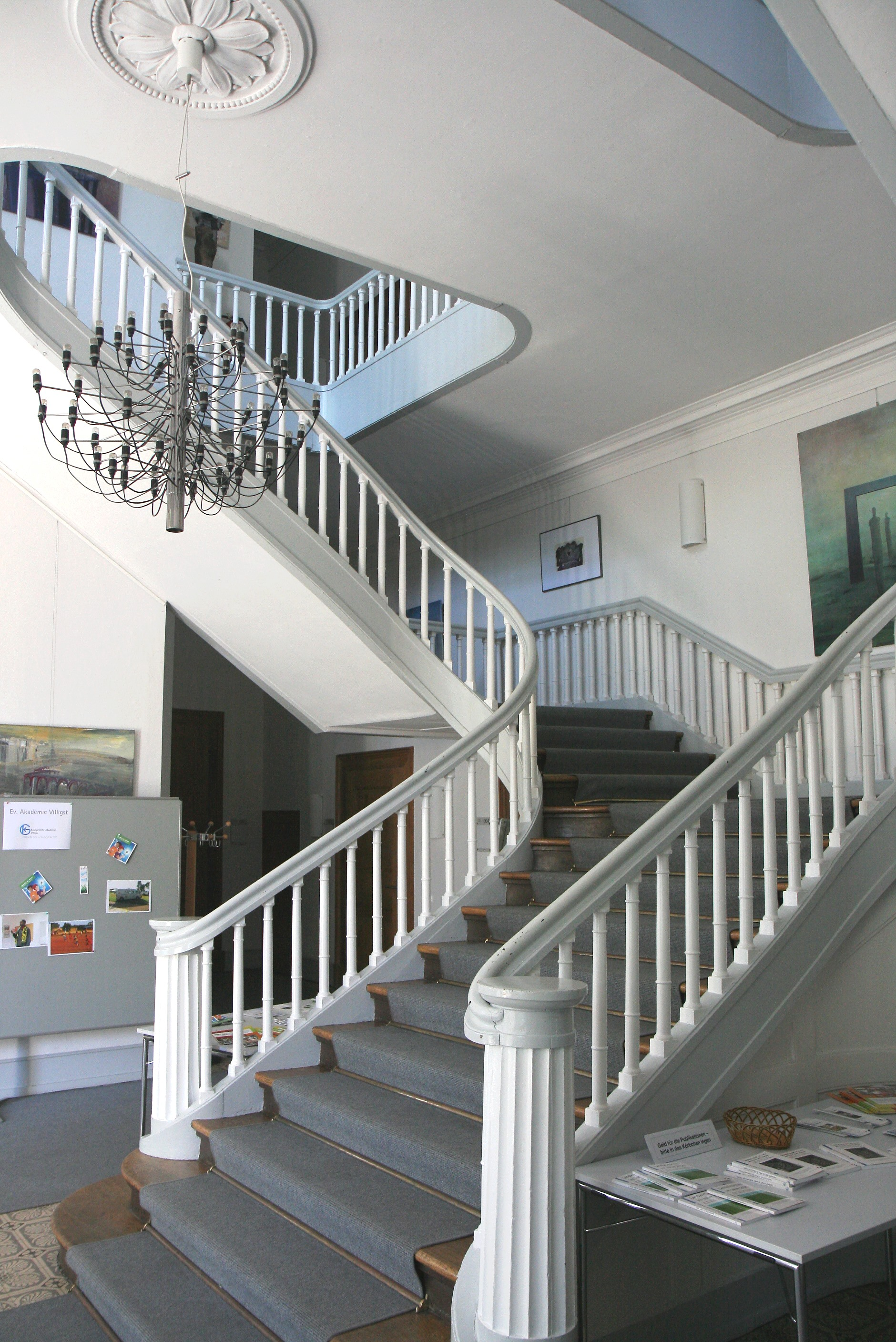
Treppenaufgang im Haupthaus

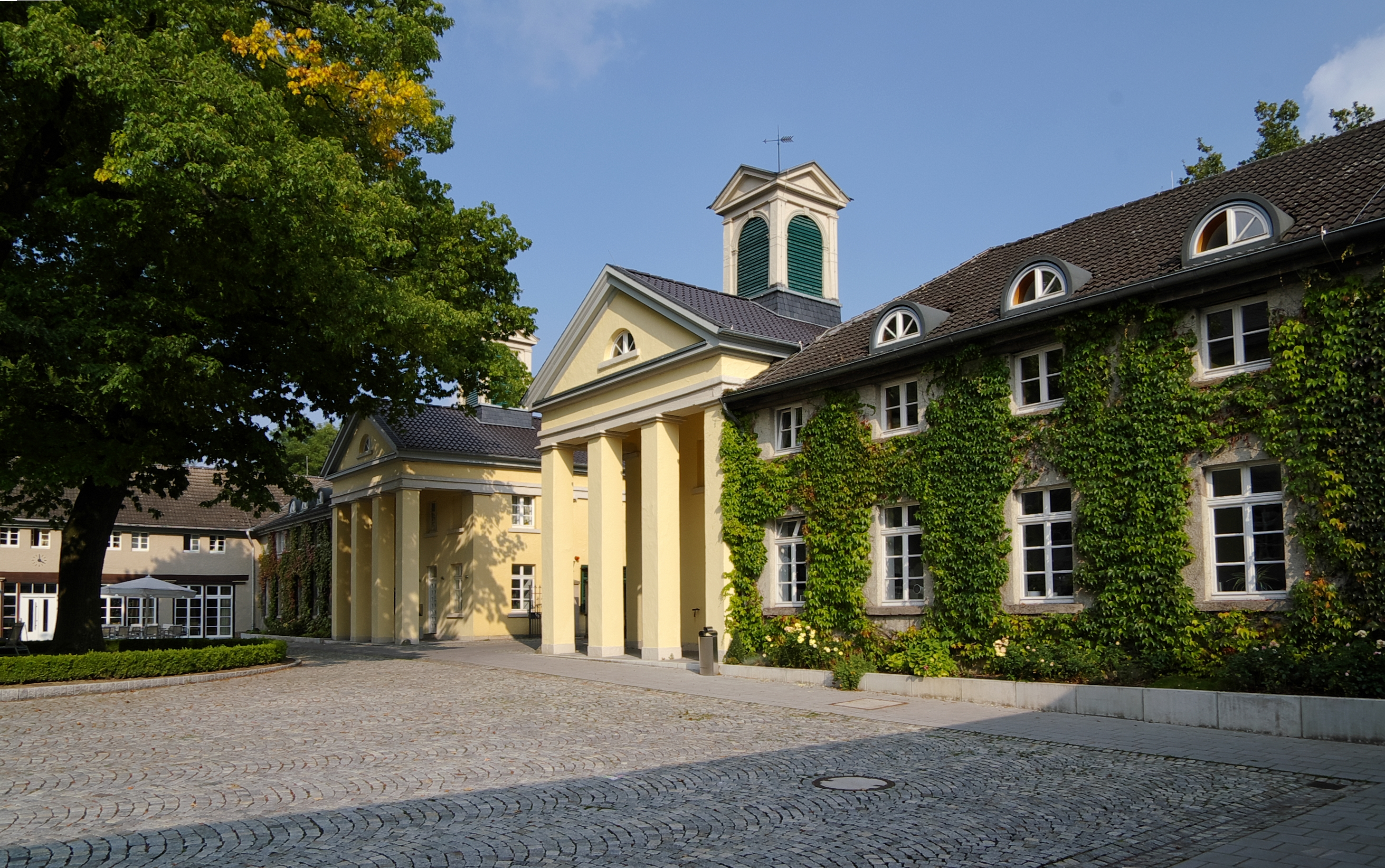
Toreinfahrt und Innenhof

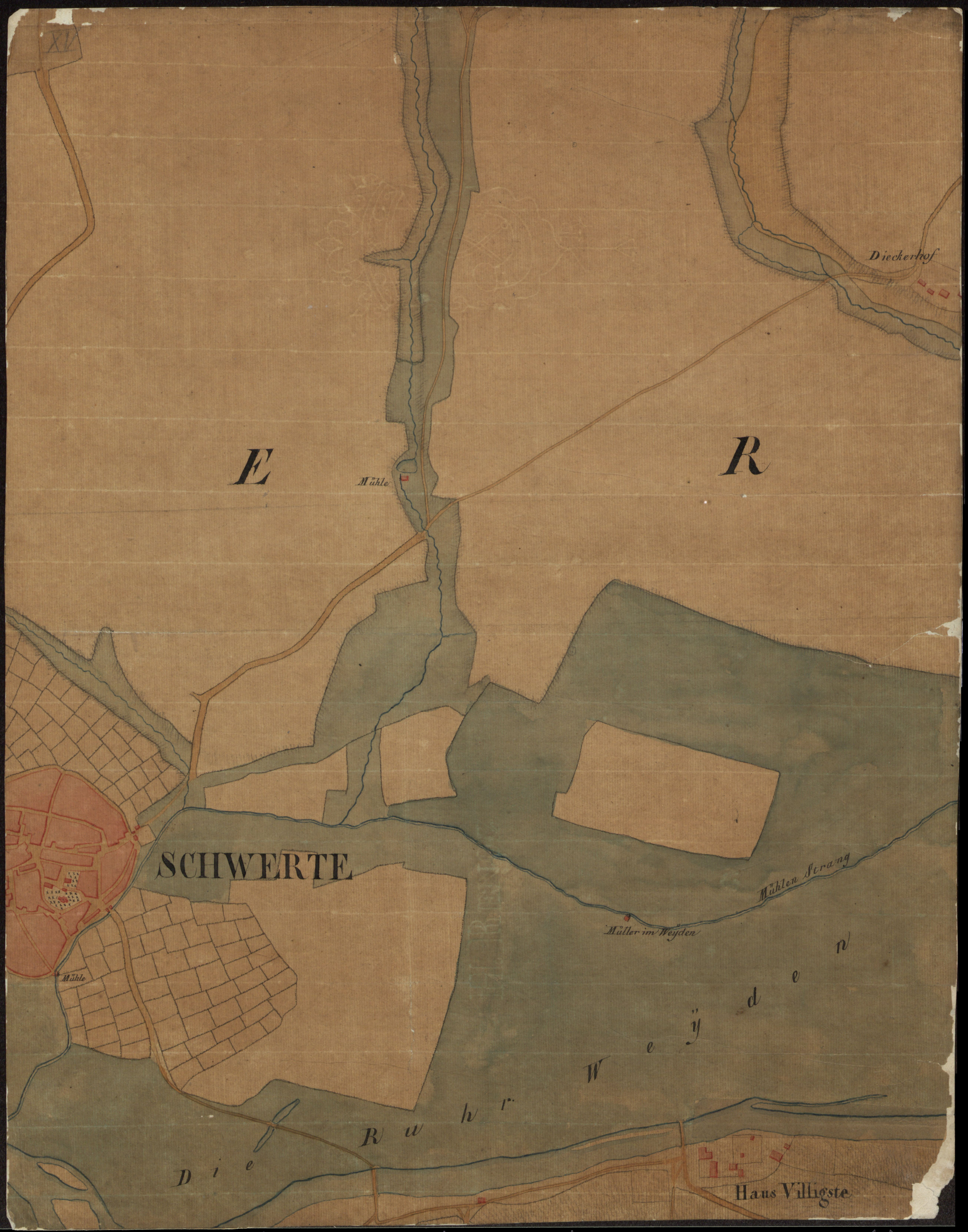
Niemeyersche Karte, 1790

Das Haus Villigst im Stadtteil Villigst der nordrhein-westfälischen Stadt Schwerte ist der Sitz des Evangelischen Studienwerks Villigst und der Evangelischen Akademie Villigst.

## Geschichte
Ursprünglich befand sich am selben Ort ein Rittergut, das urkundlich angeblich schon im Jahre 1170 genannt wurde. Um 1300 lebte hier der Ritter Sobbo de Svirte († 1322). Ritter Bernd von Ovelacker zum Niedernhoff war 1418 Burgmann zum Haus Villigst.
Später war das Gebäude über Jahrhunderte im Besitz der Herren von Elverfeldt. Ludwig Gisbert von Elverfeldt vereinigte mit Haus Herbede und Haus Villigst sowie Haus Blumenau und Haus Berghofen den gesamten Besitz der protestantischen Elverfeldter Linie auf sich und ließ das heutige Haus Villigst im Jahre 1819 im klassizistischen Stil errichten. Sein Sohn Ludwig erwarb 1869 zudem Haus Ruhr bei Wandhofen und 1882 Haus Kotten. Nach Ludwigs kinderlosem Tod fiel der gesamte Besitz an Viktor Freiherr von Rheinbaben. Dessen Tochter Elisabeth Freiin von Rheinbaben (1880–1960) heiratete Hans Dietrich Freiherr von Gemmingen-Steinegg (1869–1958) und brachte den Besitz an Haus Villigst mit in die Ehe. 
1948 wurden Haus und Park des Guts an die Evangelische Kirche von Westfalen verpachtet, während die zugehörigen Ackerflächen schon länger an Bauern der Umgebung verpachtet waren und die Waldwirtschaft bei den Eigentümern verblieb. 1960 kam das Eigentum durch Erbgang an den Sohn Hans-Werner von Gemmingen-Steinegg (1916–1961). Nach dessen Unfalltod verwaltete die Witwe Marta den Besitz, 1977 übertrug sie ihren Besitz an den Sohn Hans Helmut von Gemmingen-Steinegg. Ein ehemals im Wald befindlicher Friedhof der Gutsherren wurde nach mehreren Vandalismusfällen aufgehoben, die Grabsteine wurden teilweise in den Park von Haus Villigst umgesetzt.
Die Evangelische Kirche hat neben den Tagungsräumen 1953 auch das Pädagogische Institut der EKvW in Haus Villigst eingerichtet. Zu den weiteren Einrichtungen im Haus zählen das Institut für Aus-, Fort- und Weiterbildung, das Amt für Jugendarbeit der Evangelischen Kirche von Westfalen sowie das Evangelische Studienwerk e. V. Von 1949 bis 1961 leitete Klaus von Bismarck das Haus Villigst.